# Équipe de Guinée féminine de basket-ball
Cet article traite de l'équipe féminine. Pour l'équipe masculine, voir Équipe de Guinée masculine de basket-ball.
Maillots
L'équipe de Guinée féminine de basket-ball est l'équipe nationale qui représente la Guinée dans les compétitions internationales de basket-ball. Elle est placée sous l'égide de la Fédération guinéenne de basket-ball (FGBB).
La Guinée ne s'est jamais qualifiée pour un tournoi olympique ou pour un Coupe du monde. Les Guinéennes sont deuxièmes du premier AfroBasket, en 1966.

## Résultats

### Palmarès
| Compétitions mondiales                             | Compétitions continentales       |
| -------------------------------------------------- | -------------------------------- |
| - Jeux olympiques - Néant - Coupe du monde - Néant | - AfroBasket - Finaliste en 1966 |

### Parcours en compétitions internationales

#### Jeux olympiques
| Année | Position      |      | Année         | Position |               | Année | Position |
| 1976  | Non qualifiée | 1996 | Non qualifiée | 2016     | Non qualifiée |       |          |
| 1980  | Non qualifiée | 2000 | Non qualifiée | 2020     | Non qualifiée |       |          |
| 1984  | Non qualifiée | 2004 | Non qualifiée | 2024     | Non qualifiée |       |          |
| 1988  | Non qualifiée | 2008 | Non qualifiée | 2028     | -             |       |          |
| 1992  | Non qualifiée | 2012 | Non qualifiée | 2032     | -             |       |          |

#### Coupe du monde
| Année | Position           |      | Année         | Position |               | Année | Position |
| 1953  | Équipe inexistante | 1979 | Non qualifiée | 2006     | Non qualifiée |       |          |
| 1957  | Équipe inexistante | 1983 | Non qualifiée | 2010     | Non qualifiée |       |          |
| 1959  | Équipe inexistante | 1986 | Non qualifiée | 2014     | Non qualifiée |       |          |
| 1964  | Non qualifiée      | 1990 | Non qualifiée | 2018     | Non qualifiée |       |          |
| 1967  | Non qualifiée      | 1994 | Non qualifiée | 2022     | Non qualifiée |       |          |
| 1971  | Non qualifiée      | 1998 | Non qualifiée | 2026     | -             |       |          |
| 1975  | Non qualifiée      | 2002 | Non qualifiée | 2030     | -             |       |          |

#### AfroBasket
| Année | Position      |      | Année         | Position     |               | Année | Position |
| 1966  | Finaliste     | 1990 | Non qualifiée | 2013         | Non qualifiée |       |          |
| 1968  | Non qualifiée | 1993 | Non qualifiée | 2015         | 9e            |       |          |
| 1970  | 5e            | 1994 | 8e            | 2017         | 10e           |       |          |
| 1974  | 7e            | 1997 | Non qualifiée | 2019         | Non qualifiée |       |          |
| 1977  | Non qualifiée | 2000 | Non qualifiée | 2021         | 12e           |       |          |
| 1979  | Non qualifiée | 2003 | Non qualifiée | 2023         | 8e            |       |          |
| 1981  | Non qualifiée | 2005 | Non qualifiée | 2025         | 12e           |       |          |
| 1983  | Non qualifiée | 2007 | Non qualifiée | 2027         | -             |       |          |
| 1984  | 8e            | 2009 | Non qualifiée | Pays inconnu | -             |       |          |
| 1986  | Non qualifiée | 2011 | 11e           | Pays inconnu | -             |       |          |

## Effectif
Les joueuses suivantes participent au championnat d'Afrique 2017.
| Numéro | Joueuse            | Poste       | Naissance       | Taille | Club 2016-2017                  |
| ------ | ------------------ | ----------- | --------------- | ------ | ------------------------------- |
| 4      | Aminata Sylla      |             | 24 juin 1974    | 1,70 m |                                 |
| 5      | Aicha Dallo Mara   | Arrière     | 24 janvier 1996 | 1,77 m | Arras                           |
| 6      | Fanta Soumah       | Meneur      | 16 mars 1997    | 1,64 m |                                 |
| 7      | Khady Mbaye        | Meneur      | 6 novembre 1981 | 1,69 m |                                 |
| 8      | Fatima Sacko       | Arrière     | 19 avril 1998   | 1,71 m |                                 |
| 10     | Aissata Bangoura   | Ailier      | 14 avril 1993   | 1,78 m |                                 |
| 11     | Fanta Bérété       | Ailier fort | 16 avril 1995   | 1,80 m |                                 |
| 12     | Fatou Bah          | Ailier      | 16 juillet 1985 | 1,88 m |                                 |
| 13     | Nadia Peruch Niang | Ailier fort | 16 janvier 1978 | 1,84 m | Union sportive Colomiers basket |
| 14     | Angeline Keita     | Pivot       | 31 janvier 1979 | 1,83 m | AGS Basket                      |
| 15     | Simone Keita       | Pivot       | 26 mars 1994    | 1,81 m |                                 |